# Kisdobsza
Kisdobsza é um município da Hungria, situado no condado de Baranya. Tem 9,95 km² de área e sua população em 2019 foi estimada em 241 habitantes.